# The King's School (Grantham)
The King's School (em português, 'Escola do Rei') é uma escola de gramática para garotos, na cidade de Grantham, em Lincolnshire, Inglaterra.

## História
A King's School tem uma história ininterrupta no mesmo local desde a sua reinvestidura em 1528, por Richard Foxe, embora sua história possa ser traçada até 1329. Segundo Sir Nicholas Pevsner, em sua obra Buildings of England, a edificação original é de 1497. 
Richard Foxe nasceu e cresceu nos arredores da escola. Entrou no serviço de Henrique Tudor, enquanto este estava exilado na Bretanha. Quando Henrique assumiu o trono da Inglaterra como Henrique VII, Foxe tornou-se seu secretário e mais tarde fundou o Corpus Christi College, da Universidade de Oxford (1517) e a  Taunton Grammar School (1522).
Isaac Newton, foi aluno da King's School, entre 1655 e 1660. Como era de costume em sua época, ele esculpiu sua assinatura no parapeito de uma janela, onde hoje é a parede lateral da escola. Embora a assinatura nunca nunca tenha sido confirmada como autêntica, visitantes de todo o mundo visitam a escola, para verem a suposta assinatura de Newton. Uma réplica da assinatura está em exposição no Museu de Grantham.
Hoje, a King's School tem pouco mais de 1000 garotos como alunos, e tem sido uma das mais seletivas escolas estatais de gramática, desde a implementação da Lei de Educação de 1944.